# Robert Aumann
Robert John Aumann (hebrejské jméno: Jisra'el Aumann, hebrejsky: ישראל אומן; narozen 8. června 1930, Frankfurt nad Mohanem, Výmarská republika) je izraelský matematik, člen americké Národní akademie věd a profesor na Hebrejské univerzitě v Jeruzalémě. Zároveň je hostujícím profesorem na Stony Brook University a je jedním ze zakládajících členů Centra pro teorii her v ekonomii při Stony Brook University.
V roce 2005 obdržel Nobelovu cenu za ekonomii za svou práci o konfliktu a kooperaci v analýze teorie her. Cenu sdílí s Thomasem Schellingem.

## Biografie

### Mládí
Aumann se narodil ve Frankfurtu nad Mohanem v tehdejší Výmarské republice a v roce 1938 emigroval se svou rodinou dva týdny před Křišťálovou nocí do Spojených států. V New Yorku navštěvoval ješivu rabbiho Jacoba Josepha. V roce 1950 absolvoval City College of New York a získal titul bakalář v oboru matematika. Poté studoval na Massachusettském technologickém institutu, kde v roce 1952 získal titul magistr a v roce 1955 titul Ph.D. Jeho doktorandská disertace Asphericity of Alternating Linkages obsahovala teorii uzlů (knot theory). V roce 1956 se odstěhoval do Izraele a od té doby je zaměstnancem matematické fakulty Hebrejské univerzity v Jeruzalémě a zároveň je od roku 1989 i hostujícím profesorem na Stony Brook University.

### Vědecký přínos
Aumannův největší přínos byl v oblasti opakovaných her, což jsou situace, ve kterých se hráči setkávají se stejnou situací znovu a znovu.
Aumann byl první, kdo v teorii her definoval koncept korelované rovnováhy (correlated equilibrium), což je druh rovnováhy v nekooperativních hrách, který je flexibilnější než klasická Nashova rovnováha. Dále Aumann jako první zavedl čistě formální úvahu o běžné znalosti v teorii her.
Je autorem teorému o shodě, který nese jeho jméno.
Aumann a Maschler použili teorii her k analyzování talmudických dilemat. Byli schopni vyřešit záhadu „problému dělení,“ dlouholeté dilema vysvětlující talmudické zdůvodnění rozdělení dědictví zesnulého manžela jeho třem ženám, a to v závislosti na hodnotě pozůstalosti ve srovnání s jeho původní hodnotou. Tento článek byl věnován jeho synovi Šlomovi, který byl zabit v první libanonské válce, když sloužil jako tankový střelec obrněných jednotek Izraelských obranných sil.
Toto jsou některé z témat Aumannovy přednášky s názvem „Válka a mír“:
1. válka není iracionální, ale aby jí mohlo být porozuměno a případně, aby byla vyhrána, musí být vědecky studována
2. studie opakovaných her klade důraz spíše na „teď“ než na „později“
3. zjednodušené mírotvorství může vyvolat válku, zatímco závody ve zbrojení, důvěryhodné válečné hrozby a možnost vzájemného zničení spolehlivě válce zabrání

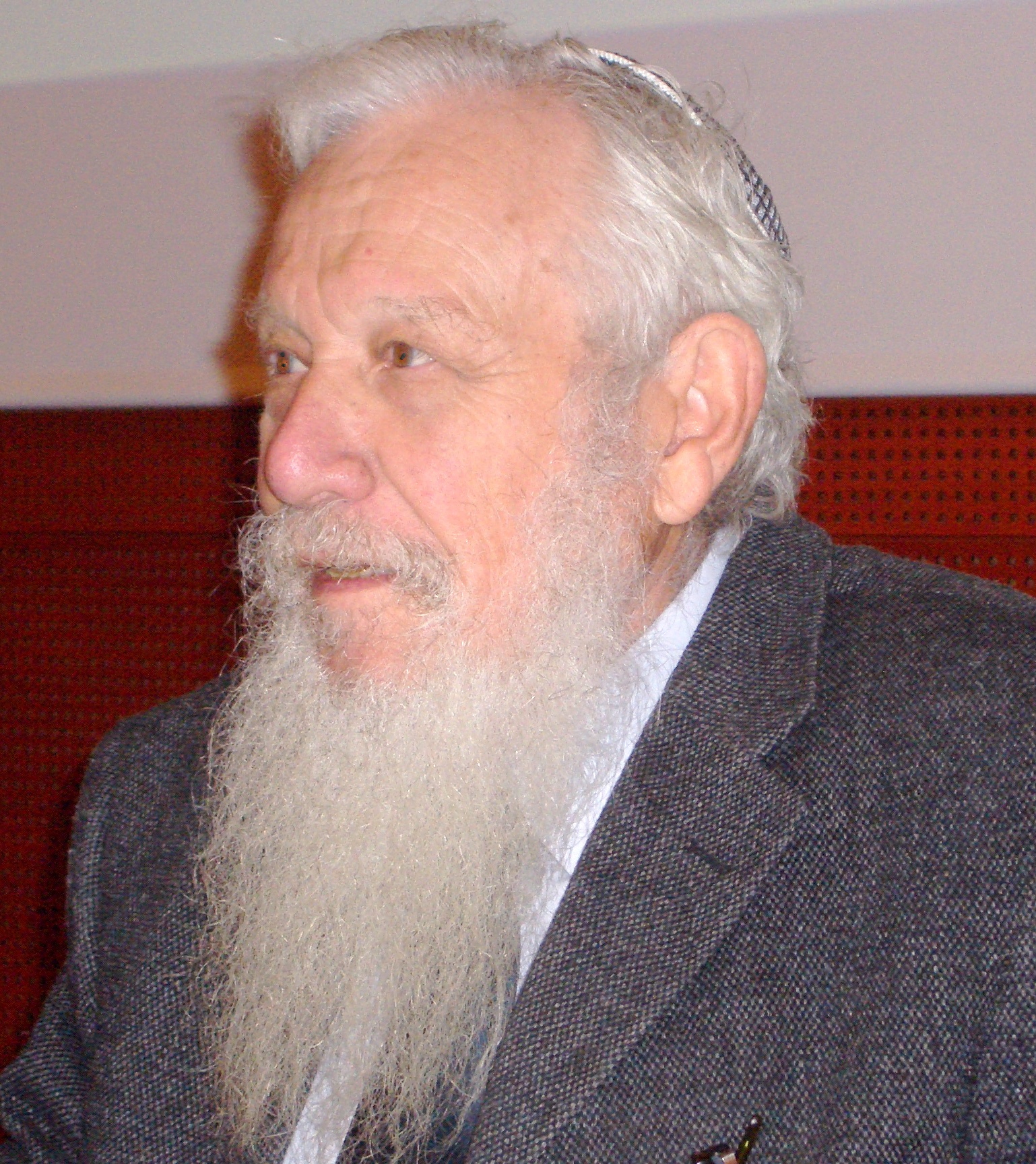
Robert Aumann

### Politické názory
Aumann je členem pravicové politické organizace Profesoři za silný Izrael. Byl proti stažení z Gazy v roce 2005, které označil jako zločin proti osadníkům z Guš Katif a jako vážnou bezpečností hrozbu pro Izrael. V izraelských médiích prohlašoval, že předávání půdy Arabům je podle teorie her špatným krokem.
Kvůli politickým názorům a použití svého výzkumu k jejich ospravedlnění bylo rozhodnutí udělit Aumannovi Nobelovu cenu kritizováno v evropském tisku. Petici za zrušení jeho ocenění po celém světě podepsalo na tisíc lidí.
V poslední době však Aumann umírnil své názory. Ve svém projevu k prosionistickému mládežnickému hnutí Bnej Akiva Aumann tvrdil, že Izrael je v „hlubokých problémech.“ Řekl také, že podle něj měli možná protisionističtí satmarští židé pravdu v odsouzení sionistického hnutí. „Bojím se, že měli pravdu,“ a citoval verš z Tanachu: „Nestaví-li dům Hospodin, nadarmo se namáhají stavitelé.“ (Žalm 127). Podle Aumanna selhalo historické sionistické vedení v předání poselství svým následovníkům, jelikož bylo sekulární. Jediná možnost, jak podle něj může sionismus přežít, je, aby získal náboženský základ.
V roce 2008 Aumann vstoupil do nové politické strany Achi vedené Effi Ejtanem a Jicchakem Levim.

## Ceny a ocenění
- 1983: Harveyho cena za vědu a technologie
- 1994: Izraelská cena za ekonomický výzkum
- 1998: Cena Erwina Plein Nemmerse za ekonomii od Northwestern University[9]
- 2002: Emetova cena za ekonomii
- 2005: Nobelova cena za ekonomii (1,3 milionu dolarů sdílí s Thomasem Schellingem)
- 2006: Builder of Jerusalem Award

## Publikace
- Values of Non-Atomic Games, Princeton University Press, Princeton, 1974 (s L. S. Shapleym).
- Game Theory (in Hebrew), Everyman's University, Tel Aviv, 1981 (s J. Taumanem a S. Zamirem), Vols. 1 & 2.
- Lectures on Game Theory, Underground Classics in Economics, Westview Press, Boulder, 1989.
- Handbook of Game Theory with economic applications, Vol 1-3, Elsevier, Amsterdam (spolu-vydáno s S. Hartem).
- Repeated Games with Incomplete Information, MIT Press, Cambridge, 1995 (s M. Maschlerem).
- Collected Papers, Vol 1-2, MIT Press, Cambridge, 2000.
- Asphericity of alternating knots. Ann. of Math. (2) 64 1956 374--392.